# 九三斗
九三斗台灣清治時期期間，台灣民間所用的米斗，後被衍申為度量衡單位之一。清代臺灣所使用的容量器，種類繁多且各地不同，另外即使同名稱容量，於台灣各地也有其出入。
除了九三斗之外，台灣容器量詞尚有字號斗、滿斗及白米斗、粟斗、公平斗、乙未斗、白米斗、公分斗、正米斗、市斗、祐川斗、正小北斗、豆仔斗、五穀斗、道斗等。